# Starscream
Starscream är en fiktiv figur i Transformersvärlden och som kan förvandla sig till ett flygplan.
Starscream är en Decepticon och i TV-serien näst högst i hierarkin med endast Megatron över sig, en ledare som han konstant smider planer emot men är för feg för att utmana. I den animerade filmen vågar Starscream till slut störta Megatron efter att denne blivit svårt sårad efter ett avgörande slagsmål mot Optimus Prime. Megatron återupplivas dock som Galvatron av Unicron och Starscream dödas när han utropar sig själv till ledare på Cybertron. Starscream lever dock vidare som spöke under TV-seriens säsong tre, och är också med som sådan i TV-serien Beast Wars. I slutet av säsong tre återupplivar Unicron Starscream, men Galvatron och övriga Decepticons ser honom och skjuter på honom samtidigt som han okontrollerat åker iväg i rymden.